# Relaciones Azerbaiyán-Perú
Existen relaciones e interacciones bilaterales entre Azerbaiyán y Perú.

## Relaciones diplomáticas
Las relaciones diplomáticas entre la República de Azerbaiyán y la República del Perú se establecieron en 1996 [cita requerida]
La Embajada de Azerbaiyán en Lima opera desde el año 2015. La Embajada del Perú en Bakú fue inaugurada el 2 de junio de 2017 y cerrada el 1 de marzo de 2020.
Mehdi Mammadov es el Encargado de Negocios de la Embajada de Azerbaiyán en Lima desde el 3 de junio de 2015.
En la Asamblea Nacional de Azerbaiyán está funcionando un grupo de trabajo interparlamentario conjunto azerbaiyano-peruano.
En noviembre de 2015 se constituyó el grupo de amistad Perú-Azerbaiyán en el Congreso del Perú.El grupo está dirigido por Elías Nicolás Rodríguez.
Marco jurídico: se han firmado dos documentos entre la República de Azerbaiyán y la República del Perú.
En 2018, los gobiernos de estos dos países firmaron un memorando de entendimiento.

## Visitas de alto nivel
El 2 de agosto de 2012, el ministro de Relaciones Exteriores de Azerbaiyán, Elmar Mammadyarov, realizó una visita oficial al Perú.
El 25 de septiembre de 2013, el ministro de Relaciones Exteriores de Azerbaiyán, Elmar Mammadyarov, se reunió con la Ministra de Relaciones Exteriores del Perú, Eda Rivas, durante el 68º período de sesiones de la Asamblea General de las Naciones Unidas.
El 6 de julio de 2019, el ministro de Relaciones Exteriores de Azerbaiyán, Elmar Mammadyarov, realizó una visita de trabajo al Perú.

## Relaciones económicas
Se celebran foros empresariales con la participación de los directores generales de ambos países.
Las empresas petroleras y gasísticas azerbaiyanas están invirtiendo en Perú.
Se prevé exportar a Azerbaiyán productos alimenticios como cacao, espárragos, uvas, nueces, azúcar, mandarinas, plátanos, mangos, camarones, etc.

## Co-operación internacional
El 10 de junio de 2013, el Congreso peruano adoptó una resolución que reconoce la masacre de Jóyali como genocidio.
Perú apoya posición de Azerbaiyán en organización denominada Alianza del Pacífico

## Conexiones culturales
En septiembre-octubre de 2018, por iniciativa del Ministerio de Cultura de Azerbaiyán, la Embajada del Perú en Azerbaiyán, el Departamento de la reserva histórica y arquitectónica estatal "Icheri Sheher", así como la Asociación Científica "Consejo de las Artes de Azerbaiyán", por primera vez se realizó en la parte antigua de Bakú, en la galería de arte Art Tower, una exposición de artistas peruanos titulada "Paisajes de los Andes peruanos".
En 2018, el Ministerio de Cultura de Azerbaiyán y el Ministerio de Cultura del Perú firmaron un acuerdo de cooperación en el campo de la cultura.
Se realizan actividades conjuntas en el ámbito de la educación, así como de la defensa.

## Misiones diplomáticas residentes
- Azerbaiyán tiene una embajada en Lima.

- Perú esta acreditado a Azerbaiyán por su embajada en Ankara, Türkiye.